# Axel Petersson (politiker)
Axel Eduard Petersson (i riksdagen kallad Petersson i Hamra), född 3 februari 1839 i Trehörna församling, Östergötlands län, död 5 november 1912 i Kisa (folkbokförd i Vårdnäs församling, Östergötlands län), var en svensk godsägare och riksdagsman.
Andersson var godsägare i Hamra i Östergötland och var kamrerare i Kinda härads sparbank som han själv bildade 1877. Han var som politiker landstingsman i Östergötlands län 1875–1905 samt ledamot av riksdagens andra kammare 1884–1893, invald i Kinda och Ydre domsagas valkrets. I riksdagen skrev han 13 egna motioner främst om nya eller höjda tullar
 och om tjänster och löner inom statsförvaltningen.